# Kerry King
Kerry Ray King (Los Angeles, 3 de junho de 1964) é um músico estadunidense, conhecido por ser o guitarrista e compositor da banda de thrash metal Slayer. Foi responsável pela criação da banda no início dos anos 80, junto com Jeff Hanneman. Ele já fez participações em algumas bandas como  Beastie Boys, Marilyn Manson, Pantera, Ice-T, Witchery e Megadeth.

## Biografia
King nasceu em Los Angeles, Califórnia. Seu pai era um inspetor de aeronaves, e sua mãe era empregada de uma empresa de telefonia. Na adolescência, Kerry começou a aprender a tocar guitarra na escola de música Calvano, em South Gate (Califórnia). Russ Dismuke foi seu professor. Kerry começou a sua carreira em uma banda que tocava covers de Pat Boone. Já adulto, ele se mudou para Phoenix, Arizona. Ele teve um primeiro casamento, que terminou divórcio, e sua atual esposa é Ayesha King. Em 1981, King estava tentando entrar para uma banda profissional. Após a sessão com Jeff Hanneman, se aproximou dele e os dois começaram a fazer covers de Iron Maiden e Judas Priest com um baterista de sessão. Hanneman perguntou "Por que não começamos a nossa própria banda?!".

## Equipamento
Kerry King foi um dos principais guitarristas a usar  B.C. Rich por muitos anos. Ele é mais conhecido por tocar sua guitarra de assinatura própria (muitas são em maple com escalas de ébano), com captadores EMG, Fernandes Sustainer Systems, cordas Dunlop.

### Guitarras
Tem preferência pelas seguintes guitarras no estúdio ou ao vivo:
- B.C. Rich KKV Signature V
- B.C. Rich KKW "Metal Master Warlock"
- B.C. Rich KKV "Speed V Handcrafted G2"
- B.C. Rich KKV "Beast V N.T."
- B.C. Rich KKW "Wartribe" 7 string